# Demografía de Estonia
La demografía de Estonia contiene las bases del estudio sobre la población estonia en distintos campos, como puede ser la cuantificación demográfica y la cualitativa, es decir las cualidades en su estado laboral, su renta, su edad, etc.
Estonia está formada por estonios, ucranianos, rusos y bielorrusos. Los estonios tienen lazos fuertes con los países nórdicos y Alemania que provienen de las influencias culturales y religiosas ganadas durante los siglos de establecimiento danés, alemanes y suecos.

## Población
La población se incrementó desde 1351640 en 1970 a 1570599 en enero de 1990. Tras la caída de la Unión Soviética, el país perdió casi un 15% de su población. Posteriormente continuó disminuyendo hasta 1294455 en diciembre del 2011, más baja incluso que en la década de los 60:
- 1,294,455 (2011 Population Count and Housing Census)[1]
- 1,370,052 (2000 Population Count and Housing Census)[2]

La disminución progresiva de la población se explicó por un aumento de la mortalidad, disminución de la tasa de natalidad y una balanza migratoria negativa. Desde el 2015 el país ha experimentado un aumento de la población gracias al aumento de la inmigración, principalmente de origen europeo. Citizens of Russia and Ukraine made up the bulk of non-EU immigration.

## Lenguas
El idioma estonio y el idioma finés se relacionan entre sí, perteneciendo a la misma rama de lenguas fino-pérmicas de la familia de las lenguas ugrofinesas. Las dos idiomas son mutuamente inteligibles para los nativos. El estonio y el finés se relacionan de modo lejano con la lengua del húngaro de Ugric.
Se escribe con el alfabeto latino, denominándose estonio a la lengua oficial del país. Una mitad del vocabulario estándar se deriva de agregar sufijos a las palabras de la raíz. Los más viejos ejemplos sabidos de estonio escrito se originan en las crónicas del siglo XIII. Durante la era soviética, la lengua rusa fue impuesta en paralelo, y a menudo en vez del estonio en su uso oficial.
El primer libro estonio conocido fue impreso en 1525.

## Religión
La religión tradicional de los estonios es la creencia cristiana en la forma de la confesión luterano evangélica (al igual que en muchos otros países en Escandinavia).
La mayoría es luterana, mientras que la minoría rusa pertenece a la Iglesia ortodoxa. Las tradiciones paganas equinocciales antiguas se llevan a cabo con un alto respeto. Según los últimos dos censos, entre el 40-55 % de la población es no creyente. A continuación se desglosan ambos resultados:
| Religión               | Censo de 2000        | Censo de 2000 | Censo de 2011 | Censo de 2011                       | Censo de 2011            |       |
| Religión               | Número               | %             | Número        | Cambio en relación con censo previo | % del total de población |       |
| ---------------------- | -------------------- | ------------- | ------------- | ----------------------------------- | ------------------------ | ----- |
| Religión               | Cristianos ortodoxos | 143.554       | 12,80         | 176.773                             | +3.3%                    | 16,15 |
| Luteranismo            | 152.237              | 13,57         | 108.513       | -3.6%                               | 9,91                     |       |
| Baptismo               | 6.009                | 0,54          | 4.507         | -0.2%                               | 0,41                     |       |
| Catolicismo            | 5.745                | 0,51          | 4.501         | -0.3%                               | 0,41                     |       |
| Testigos de Jehová     | 3.823                | 0,34          | 3.938         | -                                   | 0,36                     |       |
| Viejos creyentes       | 2.515                | 0,22          | 2.605         | +0.1%                               | 0,24                     |       |
| Iglesia congregacional | 223                  | 0,02          | 2.189         | +78.9%                              | 0,20                     |       |
| Paganismo maausk       | 1.058                | 0,09          | 1.925         | +100%                               | 0,18                     |       |
| Paganismo Taara        | 1.058                | 0,09          | 1.047         | +100%                               | 0,10                     |       |
| Pentecostalismo        | 2.648                | 0,24          | 1.855         | -0.3%                               | 0,17                     |       |
| Islam                  | 1.387                | 0,12          | 1.508         | +0.1%                               | 0,14                     |       |
| Adventistas            | 1.561                | 0,14          | 1.194         | -                                   | 0,11                     |       |
| Budismo                | 622                  | 0,06          | 1.145         | +10%                                | 0,10                     |       |
| Metodistas             | 1.455                | 0,13          | 1.098         | -                                   | 0,10                     |       |
| Otras religiones       | 4.995                | 0,45          | 8.074         | +30%                                | 0,74                     |       |
| Irreligión             | 450.458              | 40,16         | 592.588       | +45%                                | 54,14                    |       |
| Sin declarar           | 343.292              | 30,61         | 181.104       | -14.1%                              | 16,55                    |       |
| Total1                 | 1.121.582            | 100           | 1094.564      | -                                   | 100                      |       |

1Población, personas de 15 años en adelante.
Hay también un número de grupos protestantes, judíos, y budistas más pequeños.

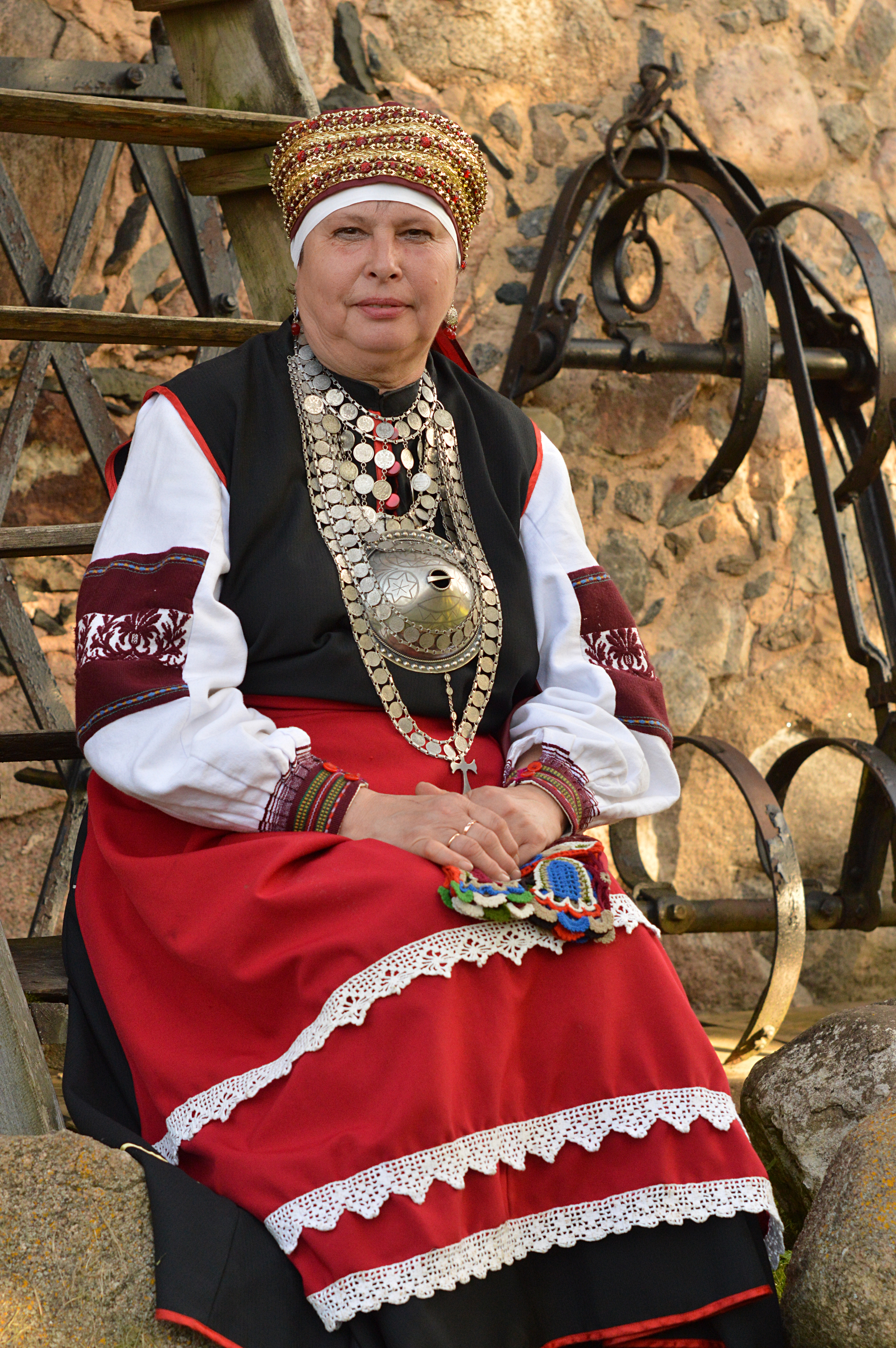
Seto

## Estadísticas vitales
|      | Población | Nacimientos | Muertes | Cambio natural | Crude birth rate (per 1000) | Crude death rate (per 1000) | Cambio natural ( por 1000) |
| ---- | --------- | ----------- | ------- | -------------- | --------------------------- | --------------------------- | -------------------------- |
| 1900 | 428,000   | 12,487      | 8,227   | 4,260          | 29.2                        | 19.2                        | 10.0                       |
| 1901 | 430,000   | 12,703      | 8,428   | 4,275          | 29.5                        | 19.6                        | 9.9                        |
| 1902 | 434,000   | 13,101      | 7,724   | 5,377          | 30.2                        | 17.8                        | 12.4                       |
| 1903 | 440,000   | 12,704      | 8,004   | 4,700          | 28.9                        | 18.2                        | 10.7                       |
| 1904 | 446,000   | 12,753      | 8,279   | 4,474          | 28.6                        | 18.6                        | 10.0                       |
| 1905 | 449,000   | 11,991      | 9,694   | 2,297          | 26.7                        | 21.6                        | 5.1                        |
| 1906 | 452,000   | 12,417      | 8,842   | 3,575          | 27.4                        | 19.5                        | 7.9                        |
| 1907 | 455,000   | 12,304      | 8,730   | 3,574          | 27.0                        | 19.2                        | 7.9                        |
| 1908 | 459,000   | 11,861      | 8,495   | 3,366          | 25.8                        | 18.5                        | 7.3                        |
| 1909 | 464,000   | 11,970      | 8,297   | 3,673          | 25.8                        | 17.9                        | 7.9                        |
| 1910 | 466,000   | 12,193      | 8,204   | 3,989          | 26.2                        | 17.6                        | 8.6                        |
| 1911 | 472,000   | 11,749      | 8,976   | 2,773          | 24.9                        | 19.0                        | 5.9                        |
| 1912 | 480,000   | 11,900      | 8,431   | 3,469          | 24.8                        | 17.6                        | 7.2                        |
| 1913 | 491,000   | 11,653      | 9,089   | 2,564          | 23.7                        | 18.5                        | 5.2                        |
| 1914 | 506,000   | 11,854      | 9,212   | 2,642          | 23.4                        | 18.2                        | 5.2                        |

### Estonia en el presente
Fuente: Estadísticas de Estonia
|       | Población | Nacimientos | Fallecimientos | Cambio natural de población | Tasa bruta de natalidad (per 1000) | Tasa bruta de mortalidad (per 1000) | Tasa de cambio poblacional (per 1000) | Tasa total de fertilidad | Tasa de mortalidad infantil |
| ----- | --------- | ----------- | -------------- | --------------------------- | ---------------------------------- | ----------------------------------- | ------------------------------------- | ------------------------ | --------------------------- |
| 1914  | 1,197,000 | 26,865      | 20,882         | 5,983                       | 22.4                               | 17.4                                | 5.0                                   |                          |                             |
| 1915  | 1,188,000 | 24,680      | 21,841         | 2,839                       | 20.8                               | 18.4                                | 2.4                                   |                          |                             |
| 1916  | 1,154,000 | 21,282      | 25,429         | −4,147                      | 18.4                               | 22.0                                | −3.6                                  |                          |                             |
| 1917  | 1,120,000 | 18,333      | 27,336         | −9,003                      | 16.4                               | 24.4                                | −8.0                                  |                          |                             |
| 1918  | 1,086,000 | 21,659      | 32,488         | −10,829                     | 19.9                               | 29.9                                | −10.0                                 |                          |                             |
| 1919  | 1,064,000 | 18,456      | 28,800         | −10,344                     | 17.3                               | 27.1                                | −9.7                                  |                          |                             |
| 1920  | 1,068,000 | 19,625      | 21,363         | −1,738                      | 18.4                               | 20.0                                | −1.6                                  |                          |                             |
| 1921  | 1,087,000 | 22,067      | 17,143         | 4,924                       | 20.3                               | 15.8                                | 4.5                                   |                          |                             |
| 1922  | 1,102,000 | 22,255      | 18,401         | 3,854                       | 20.2                               | 16.7                                | 3.5                                   |                          |                             |
| 1923  | 1,111,000 | 22,347      | 16,630         | 5,717                       | 20.1                               | 15.0                                | 5.1                                   |                          |                             |
| 1924  | 1,116,000 | 21,441      | 16,918         | 4,523                       | 19.2                               | 15.2                                | 4.1                                   |                          | 99.9                        |
| 1925  | 1,117,000 | 20,445      | 16,680         | 3,765                       | 18.3                               | 14.9                                | 3.4                                   |                          | 95.7                        |
| 1926  | 1,117,000 | 19,977      | 18,047         | 1,900                       | 17.9                               | 16.2                                | 1.7                                   |                          | 101.8                       |
| 1927  | 1,116,000 | 19,705      | 19,356         | 500                         | 17.7                               | 17.3                                | 0.4                                   |                          | 114.6                       |
| 1928  | 1,116,000 | 20,064      | 17,785         | 2,279                       | 18.0                               | 15.9                                | 2.0                                   |                          | 103.6                       |
| 1929  | 1,116,000 | 19,110      | 20,178         | −1,068                      | 17.1                               | 18.1                                | −1.0                                  |                          | 110.5                       |
| 1930  | 1,116,000 | 19,471      | 16,610         | 2,861                       | 17.4                               | 14.9                                | 2.6                                   |                          | 100.1                       |
| 1931  | 1,118,000 | 19,509      | 18,077         | 1,432                       | 17.4                               | 16.2                                | 1.3                                   |                          | 102.8                       |
| 1932  | 1,122,000 | 19,742      | 16,641         | 3,101                       | 17.6                               | 14.8                                | 2.8                                   |                          | 96.8                        |
| 1933  | 1,124,000 | 18,208      | 16,472         | 1,736                       | 16.2                               | 14.7                                | 1.5                                   |                          | 94.0                        |
| 1934  | 1,126,000 | 17,305      | 15,853         | 1,452                       | 15.4                               | 14.1                                | 1.3                                   |                          | 91.1                        |
| 1935  | 1,129,000 | 17,891      | 16,864         | 1,027                       | 15.8                               | 14.9                                | 0.9                                   |                          | 89.3                        |
| 1936  | 1,130,000 | 18,222      | 17,594         | 628                         | 16.1                               | 15.6                                | 0.6                                   |                          | 89.2                        |
| 1937  | 1,131,000 | 18,190      | 16,614         | 1,576                       | 16.1                               | 14.7                                | 1.4                                   |                          | 90.7                        |
| 1938  | 1,133,000 | 18,453      | 16,496         | 1,957                       | 16.3                               | 14.6                                | 1.7                                   |                          | 77.5                        |
| 1939  | 1,128,000 | 18,475      | 17,101         | 1,374                       | 16.4                               | 15.2                                | 1.2                                   |                          | 78.8                        |
| 1940  | 1,096,000 | 18,407      | 19,024         | −617                        | 16.8                               | 17.4                                | −0.6                                  |                          | 83.7                        |
| 1941  | 1,044,000 | 19,574      | 23,702         | −4,128                      | 18.8                               | 22.7                                | −4.0                                  |                          |                             |
| 1942  | 1,017,000 | 19,242      | 20,276         | −1,034                      | 18.9                               | 19.9                                | −1.0                                  |                          | 91.8                        |
| 1943  | 1,006,000 | 16,001      | 18,120         | −2,119                      | 15.9                               | 18.0                                | −2.1                                  |                          |                             |
| 1944  | 990,000   | 15,180      | 24,700         | −9,520                      | 15.3                               | 24.9                                | −9.6                                  |                          |                             |
| 1945  | 879,000   | 14,968      | 20,708         | −5,740                      | 17.0                               | 23.6                                | −6.5                                  |                          | 124.8                       |
| 1946  | 928,000   | 19,408      | 19,969         | −561                        | 20.9                               | 21.5                                | −0.6                                  |                          | 96.8                        |
| 1947  | 977,000   | 22,721      | 21,492         | 1,229                       | 23.3                               | 22.0                                | 1.3                                   |                          | 121.4                       |
| 1948  | 1,026,000 | 21,777      | 17,549         | 4,228                       | 21.2                               | 17.1                                | 4.1                                   |                          | 84.2                        |
| 1949  | 1,074,000 | 21,770      | 16,730         | 5,040                       | 20.3                               | 15.6                                | 4.7                                   |                          | 82.4                        |
| 1950  | 1,101,000 | 20,279      | 15,817         | 4,462                       | 18.4                               | 14.4                                | 4.1                                   |                          | 81.2                        |
| 1951  | 1,114,000 | 20,730      | 15,354         | 5,376                       | 18.6                               | 13.7                                | 4.8                                   |                          | 76.2                        |
| 1952  | 1,126,000 | 21,111      | 15,817         | 5,294                       | 18.7                               | 14.0                                | 4.7                                   |                          | 64.9                        |
| 1953  | 1,138,000 | 20,146      | 14,420         | 5,726                       | 17.7                               | 12.7                                | 5.0                                   |                          | 52.2                        |
| 1954  | 1,149,000 | 20,909      | 13,981         | 6,928                       | 18.2                               | 12.2                                | 6.0                                   |                          | 49.5                        |
| 1955  | 1,160,000 | 20,786      | 13,638         | 7,148                       | 17.9                               | 11.8                                | 6.2                                   |                          | 51.6                        |
| 1956  | 1,171,000 | 19,660      | 12,748         | 6,912                       | 16.8                               | 10.9                                | 5.9                                   |                          | 41.2                        |
| 1957  | 1,181,000 | 19,509      | 13,026         | 6,483                       | 16.5                               | 11.0                                | 5.5                                   |                          | 40.1                        |
| 1958  | 1,192,000 | 19,598      | 12,971         | 6,627                       | 16.4                               | 10.9                                | 5.6                                   |                          | 39.9                        |
| 1959  | 1,203,000 | 19,938      | 13,130         | 6,808                       | 16.5                               | 10.9                                | 5.7                                   |                          | 31.7                        |
| 1960  | 1,216,000 | 20,187      | 12,738         | 7,449                       | 16.6                               | 10.5                                | 6.1                                   | 1.95                     | 31.1                        |
| 1961  | 1,229,000 | 20,230      | 13,036         | 7,194                       | 16.5                               | 10.6                                | 5.9                                   | 1.97                     | 28.0                        |
| 1962  | 1,243,000 | 19,959      | 13,495         | 6,464                       | 16.1                               | 10.9                                | 5.2                                   | 1.95                     | 25.2                        |
| 1963  | 1,258,000 | 19,275      | 13,251         | 6,024                       | 15.3                               | 10.5                                | 4.8                                   | 1.91                     | 26.0                        |
| 1964  | 1,276,000 | 19,629      | 12,754         | 6,875                       | 15.4                               | 10.0                                | 5.4                                   | 1.94                     | 25.4                        |
| 1965  | 1,291,000 | 18,909      | 13,520         | 5,389                       | 14.6                               | 10.5                                | 4.2                                   | 1.90                     | 20.3                        |
| 1966  | 1,303,000 | 18,629      | 13,800         | 4,829                       | 14.3                               | 10.6                                | 3.7                                   | 1.85                     | 20.0                        |
| 1967  | 1,314,000 | 18,671      | 13,699         | 4,972                       | 14.2                               | 10.4                                | 3.8                                   | 1.86                     | 19.2                        |
| 1968  | 1,327,000 | 19,782      | 14,225         | 5,557                       | 14.9                               | 10.7                                | 4.2                                   | 2.03                     | 18.0                        |
| 1969  | 1,345,000 | 20,781      | 15,150         | 5,631                       | 15.5                               | 11.3                                | 4.2                                   | 2.11                     | 16.7                        |
| 1970  | 1,360,000 | 21,552      | 15,186         | 6,366                       | 15.8                               | 11.2                                | 4.7                                   | 2.16                     | 17.7                        |
| 1971  | 1,377,000 | 22,118      | 15,038         | 7,080                       | 16.1                               | 10.9                                | 5.1                                   | 2.19                     | 17.5                        |
| 1972  | 1,393,000 | 21,757      | 15,520         | 6,237                       | 15.6                               | 11.1                                | 4.5                                   | 2.14                     | 15.9                        |
| 1973  | 1,406,000 | 21,239      | 15,573         | 5,666                       | 15.1                               | 11.1                                | 4.0                                   | 2.07                     | 15.9                        |
| 1974  | 1,418,000 | 21,461      | 15,393         | 6,068                       | 15.1                               | 10.9                                | 4.3                                   | 2.07                     | 17.6                        |
| 1975  | 1,429,000 | 21,360      | 16,572         | 4,788                       | 14.9                               | 11.6                                | 3.4                                   | 2.04                     | 18.2                        |
| 1976  | 1,440,000 | 21,801      | 17,351         | 4,450                       | 15.1                               | 12.0                                | 3.1                                   | 2.06                     | 17.5                        |
| 1977  | 1,450,000 | 21,977      | 17,094         | 4,883                       | 15.2                               | 11.8                                | 3.4                                   | 2.06                     | 17.5                        |
| 1978  | 1,460,000 | 21,842      | 17,812         | 4,030                       | 15.0                               | 12.2                                | 2.8                                   | 2.02                     | 16.5                        |
| 1979  | 1,468,000 | 21,879      | 18,062         | 3,817                       | 14.9                               | 12.3                                | 2.6                                   | 2.01                     | 18.3                        |
| 1980  | 1,477,000 | 22,204      | 18,199         | 4,005                       | 15.0                               | 12.3                                | 2.7                                   | 2.02                     | 17.1                        |
| 1981  | 1,488,000 | 22,937      | 18,349         | 4,588                       | 15.4                               | 12.3                                | 3.1                                   | 2.07                     | 17.0                        |
| 1982  | 1,498,000 | 23,128      | 17,893         | 5,235                       | 15.4                               | 11.9                                | 3.5                                   | 2.08                     | 17.2                        |
| 1983  | 1,509,000 | 24,155      | 18,190         | 5,965                       | 16.0                               | 12.1                                | 4.0                                   | 2.16                     | 16.1                        |
| 1984  | 1,519,000 | 24,234      | 19,086         | 5,148                       | 16.0                               | 12.6                                | 3.4                                   | 2.17                     | 13.6                        |
| 1985  | 1,529,000 | 23,630      | 19,343         | 4,287                       | 15.5                               | 12.7                                | 2.8                                   | 2.12                     | 14.1                        |
| 1986  | 1,540,000 | 24,106      | 17,986         | 6,120                       | 15.7                               | 11.7                                | 4.0                                   | 2.17                     | 15.9                        |
| 1987  | 1,552,000 | 25,086      | 18,279         | 6,807                       | 16.2                               | 11.8                                | 4.4                                   | 2.26                     | 16.0                        |
| 1988  | 1,562,000 | 25,060      | 18,551         | 6,509                       | 16.0                               | 11.9                                | 4.2                                   | 2.26                     | 12.4                        |
| 1989  | 1,568,000 | 24,318      | 18,536         | 5,762                       | 15.5                               | 11.8                                | 3.7                                   | 2.22                     | 14.8                        |
| 1990  | 1,569,000 | 22,304      | 19,531         | 2,778                       | 14.2                               | 12.4                                | 1.8                                   | 2.05                     | 12.3                        |
| 1991  | 1,561,000 | 19,413      | 19,715         | −302                        | 12.4                               | 12.6                                | −0.2                                  | 1.80                     | 13.3                        |
| 1992  | 1,533,000 | 18,038      | 20,126         | −2,088                      | 11.8                               | 13.1                                | −1.4                                  | 1.71                     | 15.7                        |
| 1993  | 1,494,000 | 15,253      | 21,286         | −6,033                      | 10.2                               | 14.2                                | −4.0                                  | 1.49                     | 15.6                        |
| 1994  | 1,463,000 | 14,176      | 22,212         | −8,036                      | 9.7                                | 15.2                                | −5.5                                  | 1.42                     | 14.4                        |
| 1995  | 1,437,000 | 13,509      | 20,828         | −7,319                      | 9.4                                | 14.5                                | −5.1                                  | 1.38                     | 14.9                        |
| 1996  | 1,416,000 | 13,242      | 19,020         | −5,778                      | 9.4                                | 13.4                                | −4.1                                  | 1.37                     | 10.5                        |
| 1997  | 1,400,000 | 12,577      | 18,572         | −5,995                      | 9.0                                | 13.3                                | −4.3                                  | 1.32                     | 10.0                        |
| 1998  | 1,386,000 | 12,167      | 19,445         | −7,278                      | 8.8                                | 14.0                                | −5.3                                  | 1.28                     | 9.4                         |
| 1999  | 1,376,000 | 12,425      | 18,447         | −6,022                      | 9.0                                | 13.4                                | −4.4                                  | 1.32                     | 9.6                         |
| 20001 | 1,397,000 | 13,067      | 18,403         | −5,336                      | 9.4                                | 13.2                                | −3.8                                  | 1.35                     | 8.4                         |
| 2001  | 1,388,000 | 12,632      | 18,516         | −5,884                      | 9.1                                | 13.2                                | −4.2                                  | 1.31                     | 8.8                         |
| 2002  | 1,379,000 | 13,001      | 18,355         | −5,354                      | 9.4                                | 13.3                                | −3.9                                  | 1.36                     | 5.7                         |
| 2003  | 1,371,000 | 13,036      | 18,152         | −5,116                      | 9.5                                | 13.2                                | −3.7                                  | 1.36                     | 7.0                         |
| 2004  | 1,363,000 | 13,992      | 17,685         | −3,693                      | 10.3                               | 13.0                                | −2.7                                  | 1.47                     | 6.4                         |
| 2005  | 1,355,000 | 14,350      | 17,316         | −2,966                      | 10.6                               | 12.8                                | −2.2                                  | 1.52                     | 5.4                         |
| 2006  | 1,347,000 | 14,877      | 17,316         | −2,439                      | 11.0                               | 12.9                                | −1.8                                  | 1.58                     | 4.4                         |
| 2007  | 1,341,000 | 15,775      | 17,409         | −1,634                      | 11.8                               | 13.0                                | −1.2                                  | 1.69                     | 5.0                         |
| 2008  | 1,337,000 | 16,028      | 16,675         | −647                        | 12.0                               | 12.5                                | −0.5                                  | 1.72                     | 5.0                         |
| 2009  | 1,335,000 | 15,763      | 16,081         | −318                        | 11.8                               | 12.1                                | −0.2                                  | 1.70                     | 3.6                         |
| 2010  | 1,332,000 | 15,825      | 15,790         | 35                          | 11.9                               | 11.9                                | 0.0                                   | 1.72                     | 3.3                         |
| 2011  | 1,327,000 | 14,679      | 15,244         | −565                        | 11.0                               | 11.4                                | −0.4                                  | 1.61                     | 2.5                         |
| 2012  | 1,323,000 | 14,056      | 15,450         | −1,394                      | 10.6                               | 11.7                                | −1.1                                  | 1.56                     | 3.6                         |
| 2013  | 1,318,000 | 13,531      | 15,244         | −1,713                      | 10.3                               | 11.6                                | −1.3                                  | 1.52                     | 2.1                         |
| 2014  | 1,314,000 | 13,551      | 15,484         | −1,933                      | 10.3                               | 11.8                                | −1.5                                  | 1.54                     | 2.7                         |
| 2015  | 1,314,000 | 13,907      | 15,243         | −1,336                      | 10.6                               | 11.6                                | −1.0                                  | 1.58                     | 2.5                         |
| 2016  | 1,316,000 | 14,053      | 15,392         | −1,339                      | 10.7                               | 11.7                                | −1.0                                  | 1.60                     | 2.3                         |
| 2017  | 1,317,000 | 13,784      | 15,543         | −1,759                      | 10.5                               | 11.8                                | −1.3                                  | 1.59                     | 2.3                         |
| 2018  | 1,322,000 | 14,367      | 15,751         | −1,384                      | 10.9                               | 11.9                                | −1.0                                  | 1.67                     | 1.6                         |
| 2019  | 1,327,000 | 14,099      | 15,401         | −1,302                      | 10.6                               | 11.6                                | −1.0                                  | 1.66                     | 1.6                         |
| 2020  | 1,329,000 | 13,209      | 15,811         | −2,602                      | 9.9                                | 11.9                                | −2.0                                  | 1.58                     |                             |

1 Desde el 2000, los datos poblacionales provienen de los censos y algunos otros registros.

### Grupos étnicos
Entre 1945 y 1989 la parte de etnia estonia residente en la población dentro de los límites geográficos actualmente definidos de Estonia cayó desde el 96% hasta el 61%, causado sobre todo por el programa soviético que promovía la inmigración masiva de trabajadores industriales urbanos de Rusia, de Ucrania, y de Bielorrusia, así como por las ejecuciones, la emigración en tiempo de guerra y las deportaciones totales Stalin. En la década que siguiente a la reconstitución de la independencia de Estonia, la emigración de la escala grande de los rusos étnicos y la retirada de las bases militares rusas en 1994 causaron que la proporción de la raza estonia étnica ascendiera del 61% al 69% de 2006 en Estonia.
Estonia es multicultural, pero desde el punto de vista geográfico las etnias están repartidas homogéneamente, 13 de los 15 condados en los que está dividida Estonia están con una población étnica del 80 por ciento, el condado homogéneo es Hiiumaa, donde la etnia estonia alcanza el 98.4% de la población. En los condados de Harju (ciudad capital incluyendo, Tallin) y de Ida-Viru, sin embargo, la etnia estonia ocupa el 60% y el 20% de la población, respectivamente. Los rusos étnicos son la segunda etnia del país con un 25.7% de la población total, pero aumenta hasta el 36% de la población en el condado de Harju, y el 70% de la población en el condado de Ida-Viru.
Estonios 68.6%, Rusos 25.7%, Ucranianos 2.1%, Bielorrusos 1.2%, Finlandeses 0.8%, Otros 1.6% (2006)

## Inmigración
Cuando el creciimiento natural se mantuvo negativo en torno a 82.000 personas durante las décadas de 1991-2010, la población restante de Estonia declinó debido a la emigración generada tras la caída de la Unión Soviética (alrededor de 150000 personas). La población de origen ruso, ucraniano y bielorruso fue la que más abandonó el país. Como consecuencia, la proporción de aquellos grupos étnicos disminuyó progresivamente tal como se ve en el censo del 2000. Los datos actuales de la década del 2000-2009 aún muestran una tasa migratoria negativa, menor a lo visto en la década previa, con un aumento progresivo en la tasa de inmigrantes.
Población de origen extranjero entre 2017-2020:
| País de nacimiento | 2017      | 2017   | 2020      | 2020   |
| País de nacimiento | Number    | %      | Number    | %      |
| ------------------ | --------- | ------ | --------- | ------ |
| Rusia              | 122,920   | 9.34   | 115,890   | 8.72   |
| Ucrania            | 22,713    | 1.73   | 24,996    | 1.88   |
| Bielorrusia        | 10,698    | 0.81   | 10,355    | 0.78   |
| Letonia            | 4,913     | 0.37   | 6,094     | 0.46   |
| Finlandia          | 4,658     | 0.35   | 6,037     | 0.45   |
| Kazajistán         | 3,726     | 0.28   | 3,760     | 0.28   |
| Alemania           | 1,984     | 0.15   | 2,380     | 0.18   |
| Lituania           | 2,059     | 0.16   | 2,090     | 0.16   |
| Georgia            | 1,683     | 0.13   | 1,769     | 0.13   |
| Azerbaiyán         | 1,486     | 0.11   | 1,688     | 0.13   |
| Other countries    | 15,721    | 1.21   | 23,983    | 1.81   |
| Foreign-born total | 192,561   | 14.64  | 199,042   | 14.98  |
| Bandera de Estonia | 1,123,074 | 85.36  | 1,129,934 | 85.02  |
| Population total   | 1,315,635 | 100.00 | 1,328,976 | 100.00 |

Actualmente hay un total de 199.042 extranjeros en Estonia (1 de enero del 2020) representando un 15%  de la población, con un 58% de ellos de origen Ruso y un total de 85% de países que antiguamente conformaban la Unión Soviética.